# Epigridae
Epigridae là một họ ốc biển nhỏ trong liên họ Truncatelloidea, và nhánh Littorinimorpha.

## Phân loại
Genera thuộc họ Epigridae include:
- Chi Epigrus C. Hedley, 1903 - the chi điển hình